# Augochlora fugax
Augochlora fugax är en biart som först beskrevs av Joseph Vachal 1904.  Augochlora fugax ingår i släktet Augochlora och familjen vägbin. Inga underarter finns listade.